# George V van Georgië
George V (Georgisch: გიორგი V ბრწყინვალე, Giorgi V Brtskinvale; 1286/1289 - 1346) uit het huis Bagrationi was koning van Georgië van 1299 tot 1302 en opnieuw van 1314 tot aan zijn dood. Hij was een flexibel en vooruitziend politicus en wist Georgië uit een eeuwenlange Mongoolse overheersing te halen. Hij wist verder de macht en welvaart te herstellen.

## Leven en regeerperiode
Hij was een zoon van Demetrius II en diens vrouw Natela, dochter van Beka I Jakeli, atabeg Samtsche. Demetrius werd in 1289 geëxecuteerd door de Mongolen.
In 1299 werd hij door de heerser van het Il-kanaat als tegenkoning gekroond, tegen zijn rebelerende broer David VIII van Georgië. Georges bewind reikte echter niet verder dan de muren van Tbilisi waardoor hij de bijnaam kreeg "De Schaduw Koning". 1302 werd George vervangen door zijn derde broer Vachtang II. Na de dood van zijn oudere broers werd hij regent voor Davids zoon George VI die minderjarig stierf in 1313 en hierdoor werd George V de tweede keer gekroond tot koning van Georgië.
Vanaf 1327 begon hij te rebelleren tegen het reeds verzwakte Il-kanaat, hij betaalde de belastingen niet meer en begon zijn veldtocht om het Georgische koninkrijk wederom te verenigen. Tegen zijn dood had hij de grootste deel veroverd.
George V stierf in 1346 en werd opgevolgd door zijn enige zoon David IX. Hij werd begraven in de Gelatiklooster bij Koetaisi

## Huwelijken en kinderen
De identiteit van zijn vrouw is onbekend, maar de identiteit van zijn enige zoon is wel bekend, David IX van Georgië.